# Mehdi Ait El Hadj
Mehdi Ait El Hadj (Roubaix, 1 december 1998) is een Marokkaanse kickbokser die sinds 2024 onder contract staat bij Glory.

## Biografie
Mehdi Ait El Hadj is geboren in Frankrijk en groeide op in Roubaix in het noorden van het land. Zijn ouders komen oorspronkelijk uit Chichaoua, een stad in de Sous-regio in het zuiden van Marokko.

## Record (incompleet)
| 35 overwinningen (8(T)KO's), 4 nederlagen, 2 gelijk |         |                            |                        |                                         |                          |       |      |
| Datum                                               | Uitslag | Tegenstander               | Evenement              | Locatie                                 | Wijze                    | Ronde | Tijd |
| 22-02-2025                                          | Winst   | Robin Ciric                | GLORY 98               | Rotterdam, Nederland                    | Beslissing (unaniem)     | 3     | 3:00 |
| 12-10-2025                                          | Winst   | Soufian Aoulad-Abdelkhalek | GLORY 96               | Rotterdam, Nederland                    | Beslissing (split)       | 3     | 3:00 |
| 20-07-2024                                          | Winst   | Don Sno                    | GLORY 93               | Rotterdam, Nederland                    | Beslissing (unaniem)     | 3     | 3:00 |
| 31-08-2024                                          | Winst   | Ismail Ouzgni              | GLORY 91               | Parijs, Frankrijk                       | Beslissing (split)       | 3     | 3:00 |
| 16-09-2023                                          | Winst   | Alex Fernández             | Senshi 18              | Varna, Bulgarije                        | Beslissing (unaniem)     | 5     | 3:00 |
| 08-07-2023                                          | Winst   | Florin Lampagiu            | Senshi 17              | Varna, Bulgarije                        | Beslissing (unaniem)     | 3     | 3:00 |
| 18-02-2023                                          | Verlies | Teodor Hristov             | Senshi 15              | Varna, Bulgarije                        | Beslissing (unaniem)     | 3     | 3:00 |
| 02-07-2022                                          | Verlies | Boris Siva                 | Boxe 2022 -75kg Finale | Frankrijk                               | Beslissing (meerderheid) | 3     | 3:00 |
| 12-11-2021                                          | Winst   | Soufiane El Ballouti       | Enfusion Talents 87    | Abu Dhabi, Verenigde Arabische Emiraten | Beslissing (unaniem)     | 3     | 3:00 |
| 03-04-2019                                          | Winst   | Juwara Yankuba             | Enfusion Talents 67    | Orchies, Frankrijk                      | Beslissing (unaniem)     | 3     | 3:00 |
| 28-04-2018                                          | Winst   | Sylvain Moreau             | Conceptuel Fight       | Sarcelles, Frankrijk                    | TKO (3 knockdowns)       | 1     | 2:20 |